# Plutothrix pilicoxa
Plutothrix pilicoxa är en stekelart som beskrevs av Graham 1993. Plutothrix pilicoxa ingår i släktet Plutothrix och familjen puppglanssteklar. Inga underarter finns listade i Catalogue of Life.